# Olgaea leucophylla
Olgaea leucophylla là một loài thực vật có hoa trong họ Cúc. Loài này được (Turcz.) Iljin mô tả khoa học đầu tiên năm 1922.